# Karen Holliday
Karen Holliday (Nelson, 12 de febrer de 1966) va ser una ciclista neozelandesa, que ha combinat el ciclisme en pista amb la ruta. El 1990 es proclamà Campiona del món en Puntuació.

## Palmarès en pista
- 1990
  -  Campiona del món de Puntuació

## Palmarès en ruta
- 1990
  -  Campiona de Nova Zelanda en ruta